# 경사 (지리)
경사(傾斜), 구배(勾配; gradient)는 지리학 또는 토목공학 등에서 지층면과 수평면의 서로 기울어진 정도를 가리키는 용어이다. 기계 요소의 테이퍼도 구배라고 한다.
경사를 나타내는 단위로는 경사도(%) 및 경사 각도(또는 경사각 {\displaystyle {}^{\circ }})가 있다.
수학에서는 기울기,  건축분야에서는 구배라는 표현을 사용하기도 한다.

## 계산식
경사도(%) = {\displaystyle {{\text{ 높  이   }} \over {\text{ 밑  변  }}}\times 100}
(단, {\displaystyle \angle } C는 90{\displaystyle {}^{\circ }}  )
| |
| 직각삼각형을 이루는 밑변인 수평면(b)과 높이 (a) 와의 관계에서 빗변(c)인 경사면이 밑변과 빗변의 벌어진 정도({\displaystyle \angle } A)인 경사도(%)로 계산된다. |

## 경사도와 경사각도와의 관계
경사 각도는 경사도를 기준으로 했을때,
경사도{\displaystyle \left({{\text{ 높  이   }} \over {\text{ 밑  변  }}}\right)}에서 {\displaystyle {{\text{ 높  이   }} \over {\text{ 밑  변  }}}=\tan }(탄젠트) 이므로
경사각도(경사각)는 삼각함수 탄젠트 주기이다.

## 예
경사도는 {\displaystyle {{\text{ 높  이   }} \over {\text{ 밑  변  }}}}  이므로  차량을 예로 들었을때, 차량이 몇 m를 진행하면 몇 m를 올라갔는지를 나타내는것을 의미한다.
특히 "종단경사(縱斷傾斜)"란 도로의 진행방향 중심선의 길이에 대한 높이의 변화 비율을 말한다.

"횡단경사"란 도로의 진행방향에 직각으로 설치하는 경사로서 도로의 배수(排水)를 원활하게 하기 위하여 설치하는 경사와 평면곡선부에 설치하는 편경사(偏傾斜)를 말한다.
"편경사"란 평면곡선부에서 자동차가 원심력에 저항할 수 있도록 하기 위하여 설치하는 횡단경사를 말한다.

## 철도 구배
철도를 부설하게 되는 경우, 가장 이상적인 선형은 완전히 평탄한, 직선의 노선이어야 하나, 지형과 비용상의 이유로 이러한 선형은 제한적일 수밖에 없게 된다. 따라서, 선로 상에 일정한 경사는 피할 수 없게 되는데, 이러한 경사를 구배라고 한다.

### 구배의 표기법
| 각도 표기 | 탄젠트(퍼센트) |
| --------- | -------------- |
| 0°        | 0%             |
| 5°        | 9%             |
| 10°       | 18%            |
| 30°       | 58%            |
| 45°       | 100%           |
| 60°       | 173%           |
| 90°       | ∞              |

구배를 표기하는 방법은 크게 퍼밀(per-mil;‰) 및 퍼센트(%)를 사용해 표기하는 탄젠트 방식과, 각도에 의한 표기(°)법이 있으나, 대개 철도에서는 퍼밀을 이용한다.
퍼밀이란 1000m를 진행하는 동안 몇 m의 고도를 올라갔는가를 나타내는 것이다. 예를 들어 1000m의 거리를 진행하면서 30m의 고도를 올라갔다면 이를 30퍼밀로 표기한다. 도로에 비해서 철도는 구배에 취약하기 때문에 퍼센트 단위가 아닌 퍼밀 단위를 사용한다. 대한민국의 철도에서는 일반철도의 최대 구배를 30퍼밀, 전철의 경우 35퍼밀로 정하고 있다.
또한, 영어권에서 철도의 구배를 나타낼 경우 "1-in-n"의 형태로 표기하기도 한다. 이는 1/n을 의미하는 것으로, 예를 들어 10퍼밀(10‰=1%)을 표현할 경우 1-in-100으로 적는다.

### 일반철도 하향 경사의 속도제한
대한민국의 철도에서는 하향 기울기(내리막 경사) 속도제한을 다음과 같이 정하고 있다.
| 하향 기울기 (‰) | 5~9 | 9~13 | 13~16 | 16~19 | 19~23 | 23~28 | 28~33 | 33~35 |
| --------------- | --- | ---- | ----- | ----- | ----- | ----- | ----- | ----- |
| 여객열차        | 110 | 105  | 90    | 85    | 80    | 75    | 70    | 65    |
| 수도권전기동차  | 110 | 110  | 110   | 105   | 100   | 95    | 90    | 80    |
| 기타 열차       | 70  | 70   | 65    | 60    | 60    | 55    | 50    | 45    |

### 종곡선
구배의 말미, 또는 구배의 변동시에는 급격한 변화 없이 부드럽게 이어질 수 있도록 연속된 곡선인 종곡선을 삽입한다. 이를 통해서 연결기의 파손이나 승차감의 악화, 탈선 또는 시설 손상의 예방을 할 수 있다.

### 구배의 처리
대개 급격한 구배에서는 차량이 활주하는 등 차량 운행에 상당한 어려움이 존재하기 때문에, 가급적 구배를 최소화할 수 있도록 선형을 계획하는 것이 일반적이다. 그러나, 이런 구배를 도저히 피할 수 없는 경우에는 이를 다루기 위한 여러 기법들을 사용한다.

#### 우회선 또는 헤어핀
구배를 다루는 가장 일반적인 방식은 우회선 방식이다. 즉, 바로 급경사를 치고 올라가는 방식이 아닌, 완만한 곡선을 그릴 수 있도록 선로의 연장을 늘려 급경사를 회피하는 것을 의미한다. 대개 이렇게 우회선을 잡는 경우 U자형과 유사한 선형이 되므로, 이를 헤어핀(hairpin)으로 부르기도 한다.
우회선은 가장 기본적인 구배 극복 방식으로 도처에서 사용되고 있으나, 지형의 제약이 많고, 전체적인 선형이 길어지는 단점 또한 존재한다. 전형적인 구간으로는 영동선 동백산~흥전 간을 들 수 있다.

#### 루프
우회선을 확보할만한 지형조건이 되지 않는 경우, 터널 또는 고가 공사를 통해서 하나의 폐곡선을 그리는 선형을 만들기도 하는데, 이것을 루프(loop)라고 한다. 루프를 사용하는 경우, 루프 반경을 확대함으로써 고속화가 용이하고, 지형 제약에 대처하긴 비교적 쉬워지지만, 여전히 많은 면적과 길이를 필요로 하고, 운행 거리가 길어지며, 또한 터널과 과선교 등의 시설이 소요되기 때문에 공사비가 많이 드는 단점이 있다.
한국의 루프 선은 총 4개소가 있으며, 이들 모두 터널 구간이다.
- 중앙선 또아리굴 (폐지)
- 중앙선 치악터널 (폐지)
- 함백선 함백터널
- 영동선 솔안터널

#### 스위치 백
스위치 백(Switch-back) 또는 지그재그(zig-zag)는 Z자형으로 선로를 배선하여, 각 끝점에서 차량의 방향 전환을 함으로써, 구배를 여러 단으로 나누어 다룰 수 있게 한 구간을 의미한다. 스위치 백 구간은 경사지의 협소한 공간에서도 적용이 가능하며, 터널 공사 없이도 설치할 수 있어 저렴하다는 강점이 있으나, 중간에 운전 방향을 변경하기 때문에 운전대 위치 변경이나 후진 운전 등의 조처가 필요한 점, 또한 차량의 유효장에 제약이 크며, 또한 산사태같은 재해에 취약하다는 점에서 근래에는 루프 등으로 변경되는 추세이다.
한국의 스위치 백은 단 1개소만 존재했으며, 2012년 6월 27일 솔안터널 개통으로 영업선에서 제외되었다.
- 영동선 흥전~나한정 간 : 폐지.

#### 인클라인
인클라인(incline)은 추진력을 점착으로 얻는 것이 아니라, 차량에 케이블 연결구를 설치하여, 케이블을 감아올리거나 풀어서 경사를 운행하도록 하는 비 점착식의 시스템을 의미한다. 이를 통해서 급경사를 취급하는 것이 가능해지나, 케이블의 상태를 늘 점검해야 하며, 케이블을 감아 올리는 윈치의 성능에 따라 취급 가능한 차량의 크기가 달라지는 점, 또한 대개의 경우 그 처리량이 취약하여 1량 단위로 운전해야 하는 문제가 있어 현재 본선에서는 거의 사용되지 않는다. 상세한 설명은 강삭철도(鋼索鐵道) 항목을 참조하라.
본선 구간에서는 구 철암선(현재의 영동선) 통리~심포리간에 존재하였으나, 우회선 개통으로 폐지되어 현존하지 않는다.

#### 특수 차량에 의한 방식
이상과 같은 점착식 운전 구간임에도, 별도의 시설적 배려를 하지 않고 점착력을 높이거나 제동에 대한 조처를 취하여 급구배 구간을 운행하는 예도 존재한다. 완전히 전용의 차량을 쓰는 예나, 또는 특정 장치를 부착한 차량의 운행만을 허용하는 예 등이 있다. 한국에서는 30퍼밀 구배가 곳곳에 존재하는 태백선 구간이 이러한 차량 제한을 두고 있다. 일본의 신에쓰 본선 요코가와~가루이자와 간 구간(우스이 고개)에는 과거 66.7퍼밀 구간을 운행하기 위하여 전용 기관차를 채용하여 이 구간의 견인기로 사용하기도 하였다. 현재는 폐지되었다.

#### 랙 레일에 의한 방식
비(非)점착식 운전에서 가장 잘 알려진 방식으로 랙 레일(rack rail)을 사용한 방식이 있다. 톱니 레일이나 추가적인 점착 레일을 설치하고, 이 레일에 구동력 전부 또는 일부를 부가시켜 급격한 경사를 오르도록 하는 방식이다. 이 방식을 채용한 경우 견인력이 떨어지고, 저속 운행만이 가능하다는 단점이 있으나, 심각한 수준의 급경사를 운행할 수 있고, 그 구동에 불확실성이 없기 때문에 산악구간용 철도에 여전히 사용되고 있다. 한국에는 이를 채용한 구간이 없다.

## 같이 보기
- 빗면
- 직각삼각형
- 피타고라스의 정리